# Roman Kierpacz
Roman Kierpacz (ur. 5 lutego 1961 w Siemianowicach Śląskich) – polski zapaśnik, wielokrotny mistrz Polski, medalista mistrzostw świata i Europy, zdobywca Pucharu Świata i dwukrotny uczestnik igrzysk olimpijskich w Moskwie (1980) i Seulu (1988).

## Życiorys
Walczył w stylu klasycznym w wadze papierowej (do 48 kg i muszej (do 52 kg).
W latach 1971–1988 reprezentował barwy GKS Katowice, gdzie jego trenerami byli Stanisław Turos, Jan Adamaszek, Antoni Masternak. Na zakończenie kariery występował w niemieckim klubie KSV Germania Aalen.
Osiem razy był mistrzem Polski w wadze muszej w latach 1979, 1981, 1982, 1983, 1984, 1985, 1987 i 1988.

## Osiągnięcia
- Mistrzostwa Świata
  - 1978 – 3 miejsce (waga papierowa)
  - 1983 – 5 miejsce (waga musza)
  - 1985 – 5 miejsce (waga musza)
  - 1986 – 6 miejsce (waga musza)
  - 1987 – 2 miejsce (waga musza)
- Mistrzostwa Europy
  - 1979 – 5 miejsce (waga papierowa)
  - 1980 – 1 miejsce (waga papierowa)
  - 1982 – 3 miejsce (waga musza)
  - 1983 – 3 miejsce (waga musza)
  - 1985 – 1 miejsce (waga musza)
  - 1987 – 3 miejsce (waga musza)
- Igrzyska Olimpijskie
  - 1980 – 8 miejsce (waga papierowa)
  - 1988 – 5 miejsce (waga musza)
- Puchar Świata
  - 1987 – 1 miejsce (waga musza)
- Mistrzostwa Świata Juniorów
  - 1979 – 3 miejsce (waga musza)
- Mistrzostwa Europy Juniorów
  - 1978 – 3 miejsce (waga papierowa)
  - 1980 – 5 miejsce (waga musza)